# Кубула и Куба Кубикула
«Кубула и Куба Кубикула» (чеш. Kubula a Kuba Kubikula) — сказочная повесть чешского писателя Владислава Ванчуры, опубликованная в 1931 году. Единственное произведение автора для детей стало одним из самых известных его произведений. 
В 1965 году вышел русский перевод-пересказ повести Д. Горбова с иллюстрациями Зденека Милера; в 2014 году книга была переиздана.

## Сюжет
История, которая описана в книге, произошла, по словам рассказчика, сто лет назад. По стране бродил молодой медвежатник Куба Кубикула со своим медвежонком Кубулой, большим проказником и лакомкой. Куба и Кубула ходили по деревням и давали представления, зарабатывая на жизнь. У Кубулы в шерсти было множество блох, от которых он не хотел избавляться, и Куба давно мечтал проучить его за это.
Однажды зимой Куба и Кубула остановились на ночлег у кузнеца в деревне Грибы-Грибочки. Ночью, из-за того, что Кубула не давал ему спать, Куба рассказал ему историю о Барбухе, страшном медвежьем привидении (у которого «голова как у шершня, вместо когтей у него жала, а шуба из дыма. Куда Барбуха ни придёт, там всюду страшная вонь, будто трава горит»). Из страха Кубулы перед вымышленным привидением оно появилось на самом деле, хотя видеть его мог только тот, кто боится Барбуху. Утром Куба и Кубула продолжили свой путь, несмотря на то, что младшая дочка кузнеца Лиза очень полюбила медвежонка и не хотела с ним расставаться.
По дороге Барбуха снова появился рядом с путниками и сообщил, что теперь не отстанет от них. Все вместе они пришли в деревню Горшки-Поварёшки, между двумя частями которой по мосту ходил староста, пан Ранда. Пану не понравился вид Кубы с Кубулой и Барбухой, на мосту завязалась потасовка, в результате которой Куба при помощи местных мальчишек обрушил мост, за что вся компания была арестована и посажена под стражу. Во время ареста Куба и Кубула перестали бояться Барбуху, а наоборот стали подсмеиваться над ним, из-за чего тот уменьшился в размере. Вылетев из-за решетки, Барбуха смог отнести Лизе письмо от Кубы и Кубулы, а от Лизы принести друзьям пирожки. Решив при помощи страшилища испугать пана Ранду, чтобы тот отпустил их, Куба и Кубулы послали Барбуху в дом старосты. Ранда испугался, но затем увидел, как Барбуха играет с его дочкой Марьянкой, и понял, что его хотели обмануть. Он снова арестовал Барбуху, который уменьшился ещё больше.
Днём Кубу, Кубулу и Барбуху повели на главную площадь, чтобы судить. На суд собралась вся деревня. Куба и Кубула стали смешить людей, однако староста не забыл своей обиды и не хотел отпускать их без наказания. Тем временем две части деревенских жителей выстроились по разные стороны замерзшего пруда и начали забрасывать друг друга снежками, а на помощь Кубуле из соседней деревни прибежала Лиза с братьями и сёстрами. Лиза устроила представление, от которого все присутствующие принялись смеяться, а потом и пана Ранду уговорили отпустить Кубу, Кубулу и Барбуху. При помощи местного колдуна Барбуху превратили в собачку-пуделя, и от него пошла эта порода. Куба стал учеником кузнеца и решил построить вместо сломанного новый, теперь уже железный мост. А Кубулу вымыли, вычесали ему блох, и вместе с детьми он стал ходить в школу.

## Критика
В советской критике отмечалось, что произведение Ванчуры — «сказка юмористическая, но с глубоким подтекстом», главная мысль которой — «страшно только трусам. (...) Одна только любовь оказывается сильнее страха». Про мнению исследователей, действие в сказке «развивается, подобно народному лубку, ярко, насыщенно, с безудержной фантазией, острой обличительной сатирой. Это сродни театру балагана, действу на площади». Книгу насыщают «пословицы, прибаутки, острое словцо — речь улицы, народного празднества». Именно поэтому книга особенно сложна для перевода, из-за чего переводчик Д. Горбов и предпочёл форму пересказа, «которая позволила ему приблизить язык произведения к русским источникам озорного каламбура и шутки».
Аналогично, О. Малевич отмечает, что в повести самостоятельным персонажем «становится детская речь», а в целом стилю книги «свойственно поразительно органичное сочетание стихии детского языка со стихией народно-фольклорной речи, и в этом её особенная прелесть». Сам факт обращения Ванчуры к жанру сказки отмечался также в связи с тем, что у другого знаменитого чешского писателя, Карела Чапека, в 1932 году вышел сборник «Девять сказок».
В свою очередь, С. Востокова в послесловии к книге Ярослава Гашека говорит о том, что в своей сказке «Ванчура удивительно тонко раскрыл... освобождающую силу смеха, смеха, который избавляет людей от страха, вливает в них веру в свои силы, в победу над всеми «чудовищами», мешающими им жить», отмечая, что «таким смехом, как, может быть, никто иной, умел смеяться Гашек». 
В рецензии на повесть, опубликованную в «Новом мире», А. Шаров подчеркивает связь сказочными страшилищами типа Барбухи, которые питаются страхом», и реальными, «бесконечно более опасными» страшилищами: «Могут воцариться страшилища не чета слабенькому медвежьему Барбухе с его тоненькими жалами и дымной шёрсткой. А согреть мир в такие опасные переломные моменты можно только теплом своего сердца, своей кровью». Критик проводит параллель между гибелью Ванчуры и другого знаменитого писателя: «Владислав Ванчура... был расстрелян фашистами, погиб, как в Польше был замучен и погиб другой великий сказочник — Януш Корчак. Но и погибая, Ванчура знал, что страшилища питаются страхом. И если уничтожить этот страх в душах, они неизбежно будут побеждены человеком».

## Экранизации
В Чехословакии по повести были сняты мультфильмы. В 1955 году вышел короткометражный одноимённый мультфильм «Kubula a Kuba Kubikula» Яна Карпаша, а в 1973 году — «Kubula a Kuba Kubikula v Vařečkách a Hrncích» того же режиссёра.
В 1986 году появился мультсериал Зденека Сметаны, состоящий из 7 серий по 8–9 минут.